# Palazzo Ventapane

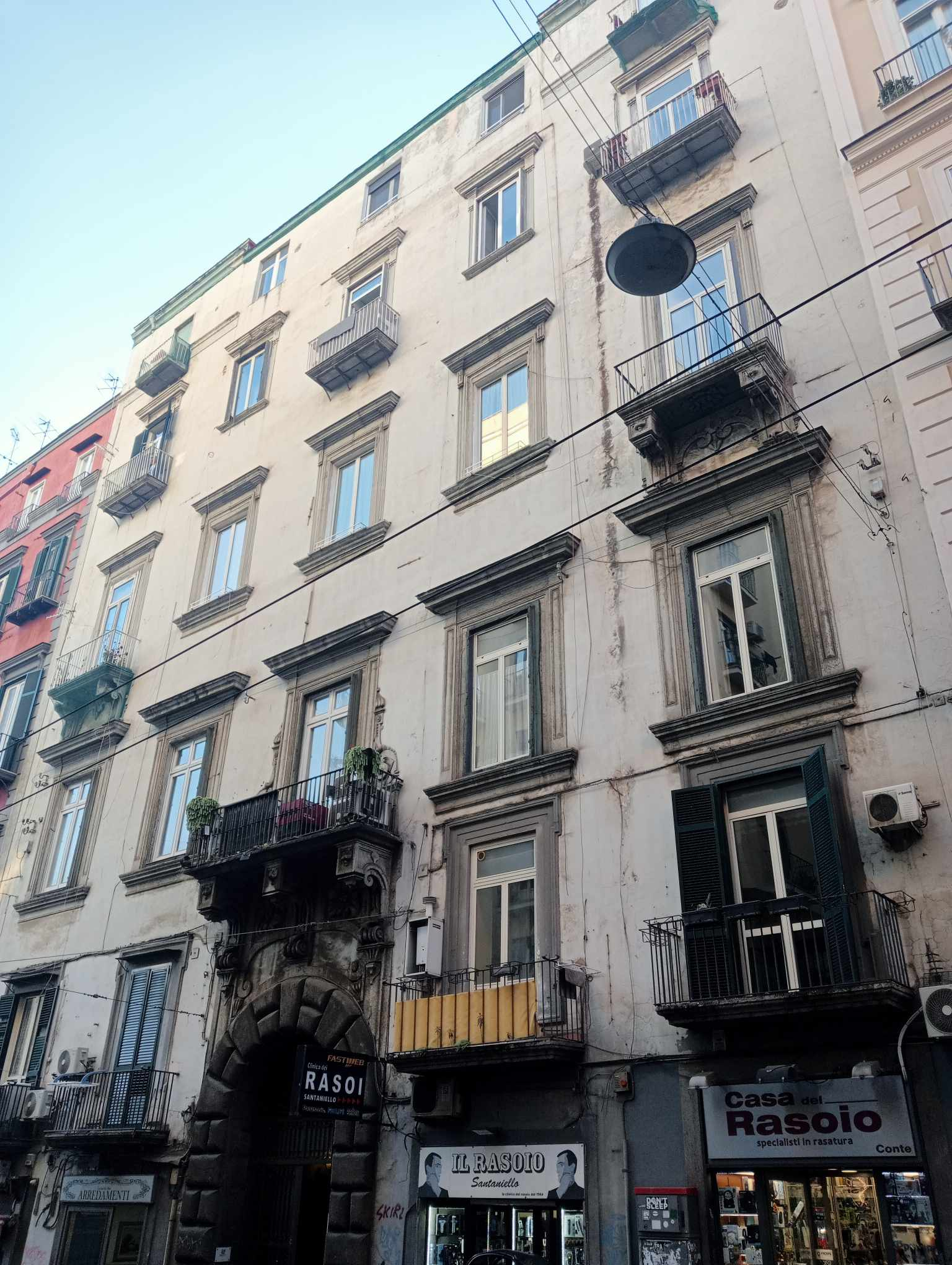
Palazzo Ventapane in Neapel

Der Palazzo Ventapane ist ein Palast aus dem 16. Jahrhundert im Viertel San Giuseppe von Neapel in der italienischen Region Kampanien. Er liegt in der Via Monteoliveto, 40.

## Geschichte
Das Gebäude stammt höchstwahrscheinlich aus dem 16. Jahrhundert, wurde aber im 17. Jahrhundert vollständig im Barockstil überarbeitet. Aus dieser Zeit stammt auch das Rundbogenportal aus Piperno, das mit Bossenwerk gerahmt ist, sowie der Mittelbalkon aus schön gearbeitetem Marmor. Vermutlich wurde der Palast in den folgenden Jahrhunderten erneut überarbeitet und gegen Ende des 19. Jahrhunderts um ein Stockwerk erhöht. Heute ist er zwischen verschiedenen Eigentümern aufgeteilt.
In den Jahren 2023 und 2024 wurden Innenhof und Treppe restauriert.

## Beschreibung
Der Palast erhob sich ursprünglich über drei Stockwerke einschließlich einem Zwischengeschoss; darüber erhebt sich das oberste Geschoss, das Ende des 19. Jahrhunderts aufgesetzt wurde. Die Fassade zeigt ein schönes Portal, über dem sich ein Marmorbalkon befindet, der mit Voluten und floralen Motiven dekoriert ist, die auf den manieristischen Stil zurückzuführen sind. Das Mittelfenster des Piano nobile ist an den Seiten mit verbindenden Voluten dekoriert.

## Galeriebilder

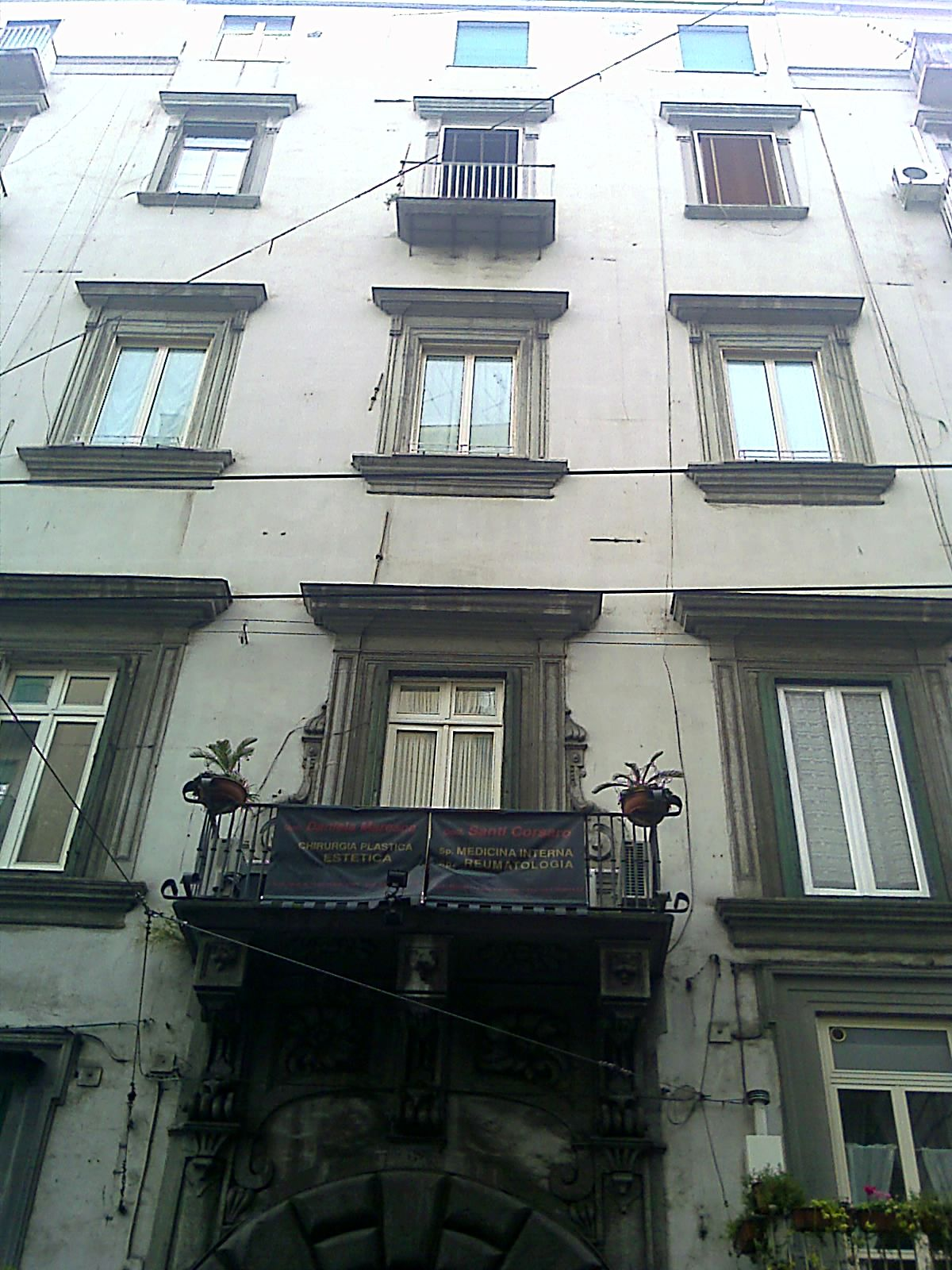
Der Palast
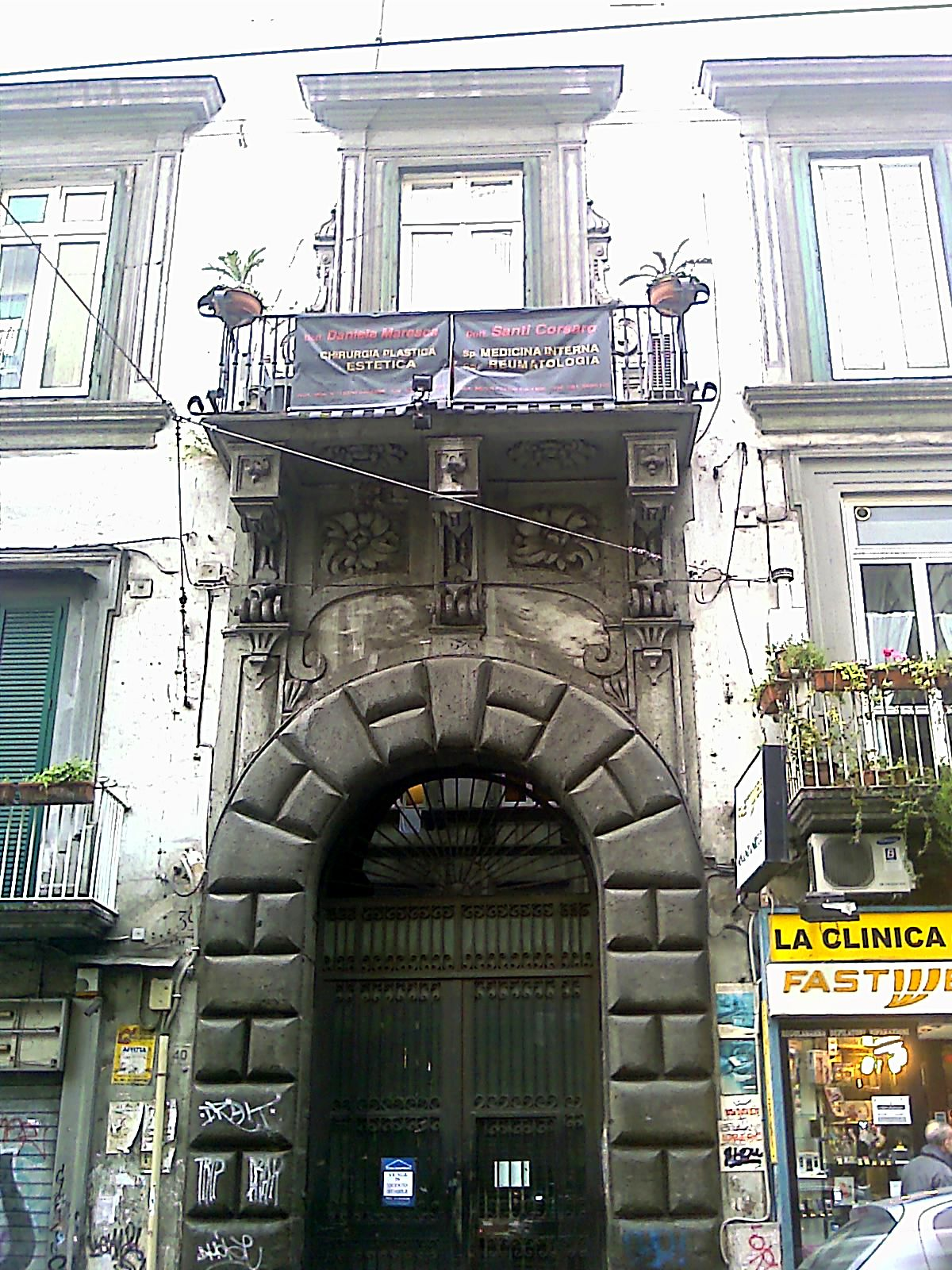
Portal und Balkon